# Elstead
Elstead – wieś w Anglii, w hrabstwie Surrey, w dystrykcie Waverley. Leży 56 km na południowy zachód od centrum Londynu. Miejscowość liczy 2457 mieszkańców.